# Коньшаков, Андрей Степанович
Андре́й Степа́нович Коньшако́в (31 июля (12 августа) 1909 — 24 июня 1982) — младший лейтенант Советской Армии, участник Великой Отечественной войны, Герой Советского Союза (1943).

## Биография
Андрей Коньшаков родился 31 июля (12 августа) 1909 года в селе Старотырышкино (ныне — Смоленский район Алтайского края). После окончания начальной школы работал в колхозе. В 1931—1935 и 1939—1940 годах служил в Рабоче-крестьянской Красной Армии. Участвовал в боях на Халхин-Голе и советско-финской войне. В 1941 году Коньшаков в третий раз был призван в армию. С ноября 1942 года — на фронтах Великой Отечественной войны.
К сентябрю 1943 года гвардии старший сержант Андрей Коньшаков командовал орудием 225-го гвардейского стрелкового полка 78-й гвардейской стрелковой дивизии 7-й гвардейской армии Степного фронта. Отличился во время битвы за Днепр. В ночь с 24 на 25 сентября 1943 года Коньшаков одним из первых переправился через Днепр в районе села Домоткань Верхнеднепровского района Днепропетровской области Украинской ССР. В боях на плацдарме расчёт Коньшакова принял активное участие в отражении 4 контратак противника. Когда его орудие было выведено из строя, Коньшаков во главе группы бойцов продолжал сражаться с атакующим противником, успешно удержав занимаемые позиции.
Указом Президиума Верховного Совета СССР от 26 октября 1943 года за «образцовое выполнение боевых заданий командования на фронте борьбы с немецкими захватчиками и проявленные при этом мужество и героизм» гвардии старший сержант Андрей Коньшаков был удостоен высокого звания Героя Советского Союза с вручением ордена Ленина и медали «Золотая Звезда» за номером 1358.
В 1945 году Коньшаков ускоренным курсом окончил Подольское артиллерийское училище. Участвовал в боях советско-японской войны. В 1946 году в звании младшего лейтенанта Коньшаков был уволен в запас. Вернулся на родину. С 1955 года жил в посёлке Падун (ныне — в черте Братска), работал на строительстве Братской ГЭС. Умер 24 июня 1982 года, похоронен в Падуне.
Был также награждён орденом Красного Знамени и рядом медалей.
В честь Коньшакова названа школа в его родном селе. А также улица в Братске.